# エアポート快特
エアポート快特（エアポートかいとく）は、京浜急行電鉄（京急）・東京都交通局（都営地下鉄）が運行する列車種別の一つ。主に羽田空港第1・第2ターミナル駅 - （京急空港線・本線から都営地下鉄浅草線）に直通し、押上駅からは、さらに京成押上線・京成成田空港線（成田スカイアクセス線）・京成本線に直通する。なお、京成電鉄・北総鉄道・芝山鉄道においては列車種別が変更される（詳しくは後述「#2023年11月現在の運行状況」を参照）。
本項では過去に運行していた「エアポート特急」についても記述する。

## 概要

### 「エアポート快特」の運行開始
1998年11月18日に羽田空港 - 成田空港間のアクセス列車を意図して、京急線内を快速特急（当時、2010年5月16日現在の快特）と同じ駅に停車する羽田空港駅（現：羽田空港第1・第2ターミナル駅） - 成田空港駅間運行の「エアポート快速特急」として設定された。また、京急線内を特急と同じ駅（空港線内各駅停車）に停車する羽田空港駅 - 青砥駅・京成高砂駅間運行の「エアポート特急」も同時に新設された。これらの列車は交互に40分間隔で運行され、新たに都営浅草線内も急行運転（都営線内は同停車駅）とし、京成線ではいずれも「特急」（2010年7月17日現在の快特相当）として相互直通運転を行っていた。「エアポート特急」は京急線内で特急停車駅に停車したが、上下とも平和島駅で快速特急を待避していた。「エアポート快速特急」は京成上野駅 - 京成高砂駅間を往復する特急（2010年7月17日以降の快速特急相当、以下同じ）と、「エアポート特急」は上野駅 - 成田空港駅間を往復する特急と青砥で連絡していた。なお、1999年7月31日の京浜急行電鉄のダイヤ改正に伴う運転系統・種別整理により「エアポート快速特急」は「エアポート快特」に改称（当初は京急のみ。都営地下鉄が同種別名に改称したのは2002年6月の駅放送設備改修時）され、「エアポート特急」は廃止され「エアポート快特」に格上げされた。

### 京成線直通運転区間の縮小
羽田・成田空港相互間のアクセスを意図して設定された列車であるが、空港相互間の利用者が少ないことや、京成線内において京成上野駅発着の特急との差別化を図れなかったことから、昼間時の「エアポート快特」については、2002年10月12日 のダイヤ改正で、京成線内の種別が快速に格下げされ京成成田駅(一部成田空港駅)発着に、2006年12月10日の改正では京成佐倉駅発着となり、京成線側の速達運転・直通運転区間が徐々に短縮されていった。このため、羽田空港 - 成田空港間を直通運転するという当初の意図は弱くなった。また、この頃には、京成本線内で「特急」・「通勤特急」となる平日夜間の一部の列車が、都営浅草線内で「エアポート快特」（京急線内急行）として運行されるようになるなど、都営浅草線内での急行運転を行うための東京都交通局独自の種別としての色合いが強くなっていた。

### 成田スカイアクセスとの直通運転開始
2010年5月16日の京急線のダイヤ改正で京急蒲田駅が通過駅となり、京急線内でも独自の停車駅を持つ列車となった。同時に京急線内のみ「エアポート快特」となる列車も新設され、昼間時は京急・都営線内「エアポート快特」と京急線内のみ「エアポート快特」の列車が交互に約20分間隔での運行となった。その直後、2010年7月17日の成田スカイアクセス線（京成成田空港線）開業に伴い、それまで京成線内快速・京成佐倉駅発着であった昼間時の京急・都営線内「エアポート快特」の京成線側の扱いを、成田スカイアクセス線経由成田空港駅発着の「アクセス特急」に変更し、昼間時の羽田・成田両空港直結列車の運行が再開された。これに伴い従来の京成線内快速として運行するエアポート快特は早朝の1本のみとなり、日中の浅草線直通の京成線快速も西馬込駅発着での運転となった。成田空港駅 - 羽田空港駅間の所要時間は最短103分である。その後、2012年10月21日のダイヤ改正で、京急線内のみ「エアポート快特」となる列車は京急線内発着の列車を除き京急蒲田駅停車の快特となり、昼間時の運行が40分間隔へと戻された。

### 2023年11月現在の運行状況
2023年11月25日の5社一斉ダイヤ改正現在、日中の列車は都営浅草線に直通し、押上駅から「アクセス特急」に変更の上成田スカイアクセス線に直通して、成田空港駅に到着するダイヤが約40分間隔で組まれている。
また早朝5時台に京成本線宗吾参道駅始発として羽田空港行きが1本設定されている。京成線内は「快速」、都営浅草線内は「エアポート快特」・京急線内は平日は「快特」、土休日は「急行」として設定されている。平日は京成車、土休日は都営車で運転されている。
夜間は、京成本線経由で運転される「エアポート快特」が京成線方面にのみ設定されているが、これらは京成線内は通常の「特急」「通勤特急」「快速」、都営浅草線内のみ「エアポート快特」として運転され、京急線内は主に「急行」となる。
浅草線内エアポート快特、押上線内速達列車（普通以外）は、押上線内での種別呼称こそ異なるものの、品川駅 - 京成高砂駅間は同じ停車駅である。

### 種別表示
英文種別名はLimited Express（「特急」各社）とAirport Limited Express（「空港特急」各社）と車両、案内板、発車標、各社局各駅毎で異なる表記となり、統一されていない。また、下の写真にある通り、種別幕・種別表示器および路線図の案内では「エアポート」の代わりに飛行機のマーク（✈）を頭に付け、「✈快特」と表記されている。なお、2013年 (平成25年) 10月までは、都営線・京急線内の種別が「エアポート快特」になる羽田空港行きの列車は、京成線内でも種別名にを付し、「アクセス特急」・「快速」と表記されていた。2012年（平成24年）10月21日からは、エアポート快特の表示が緑からオレンジに変更されている。

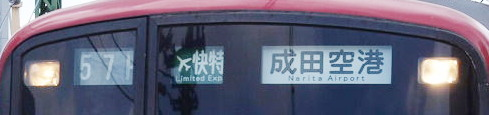
京急600形電車 （3代）の正面表示
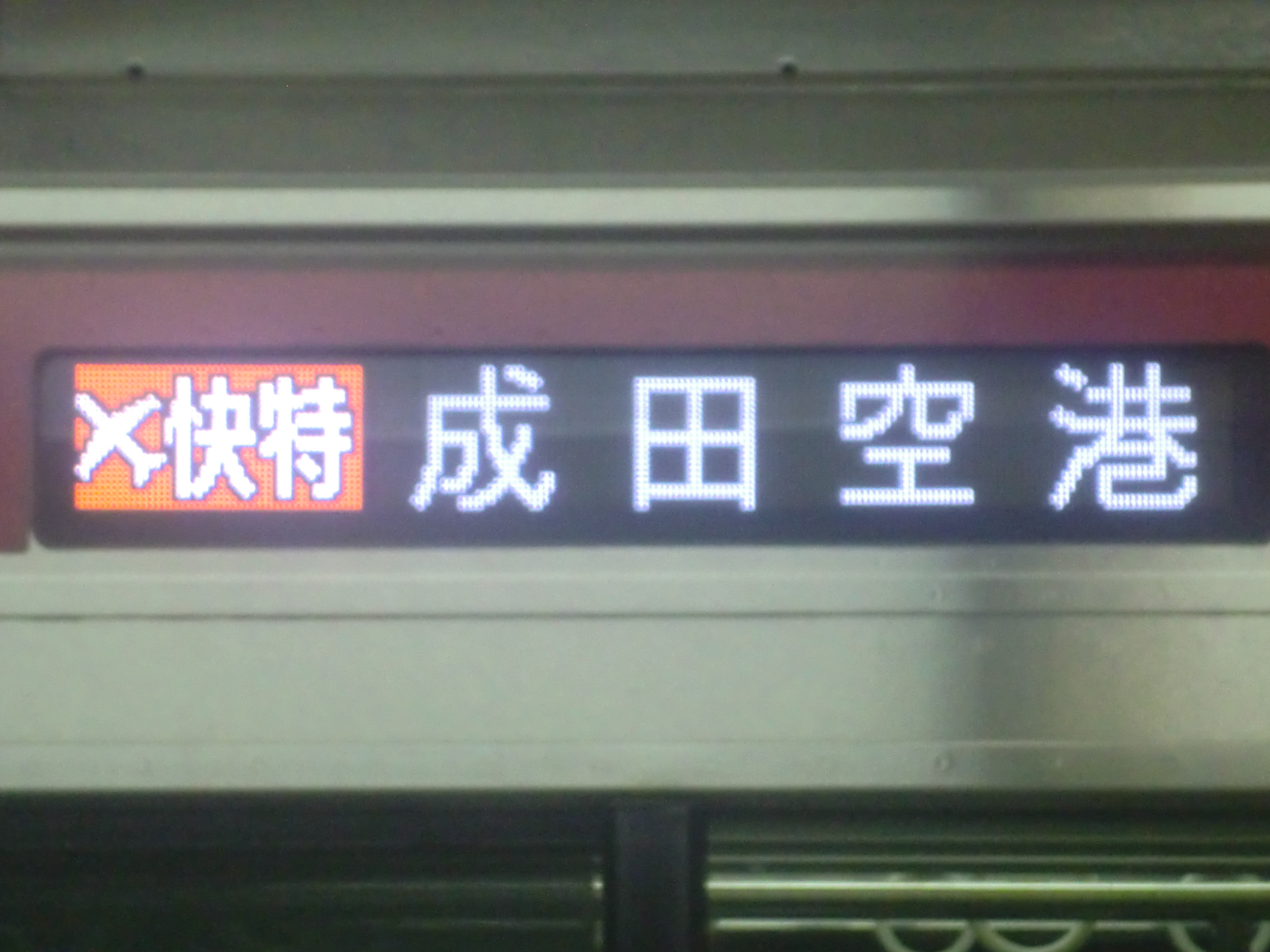
京急1000形電車 (2代) のフルカラーLED表示
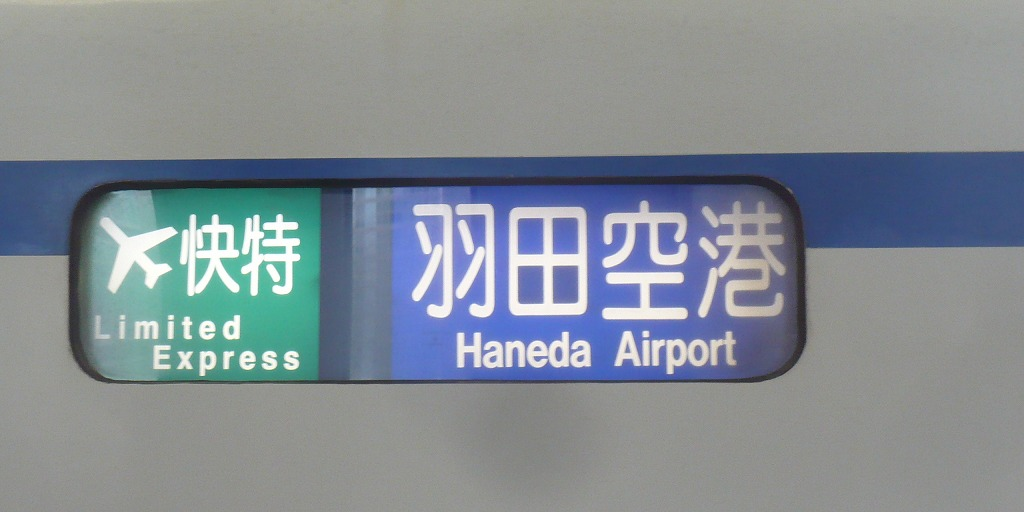
京成3400形の側面表示(現在はオレンジ色表示になっている)
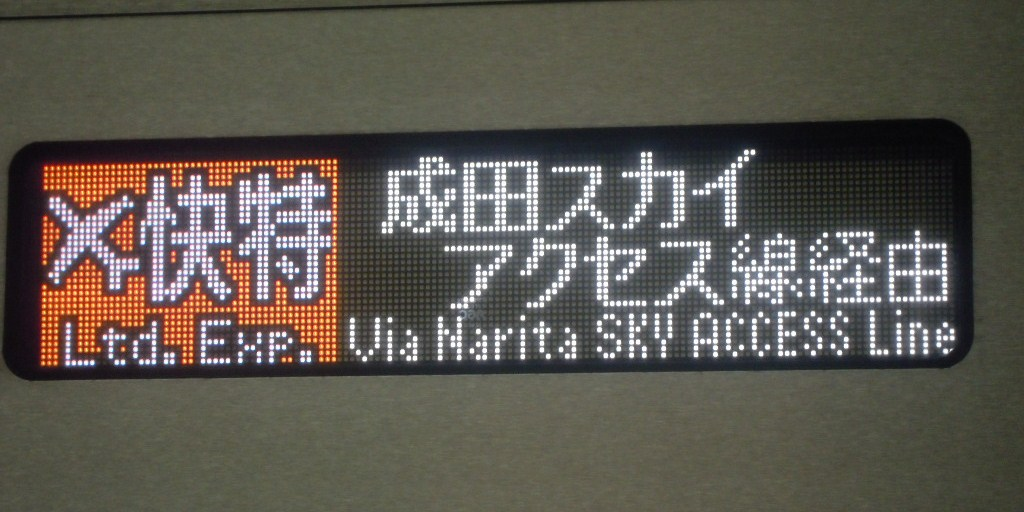
京成3000形の側面フルカラーLED表示
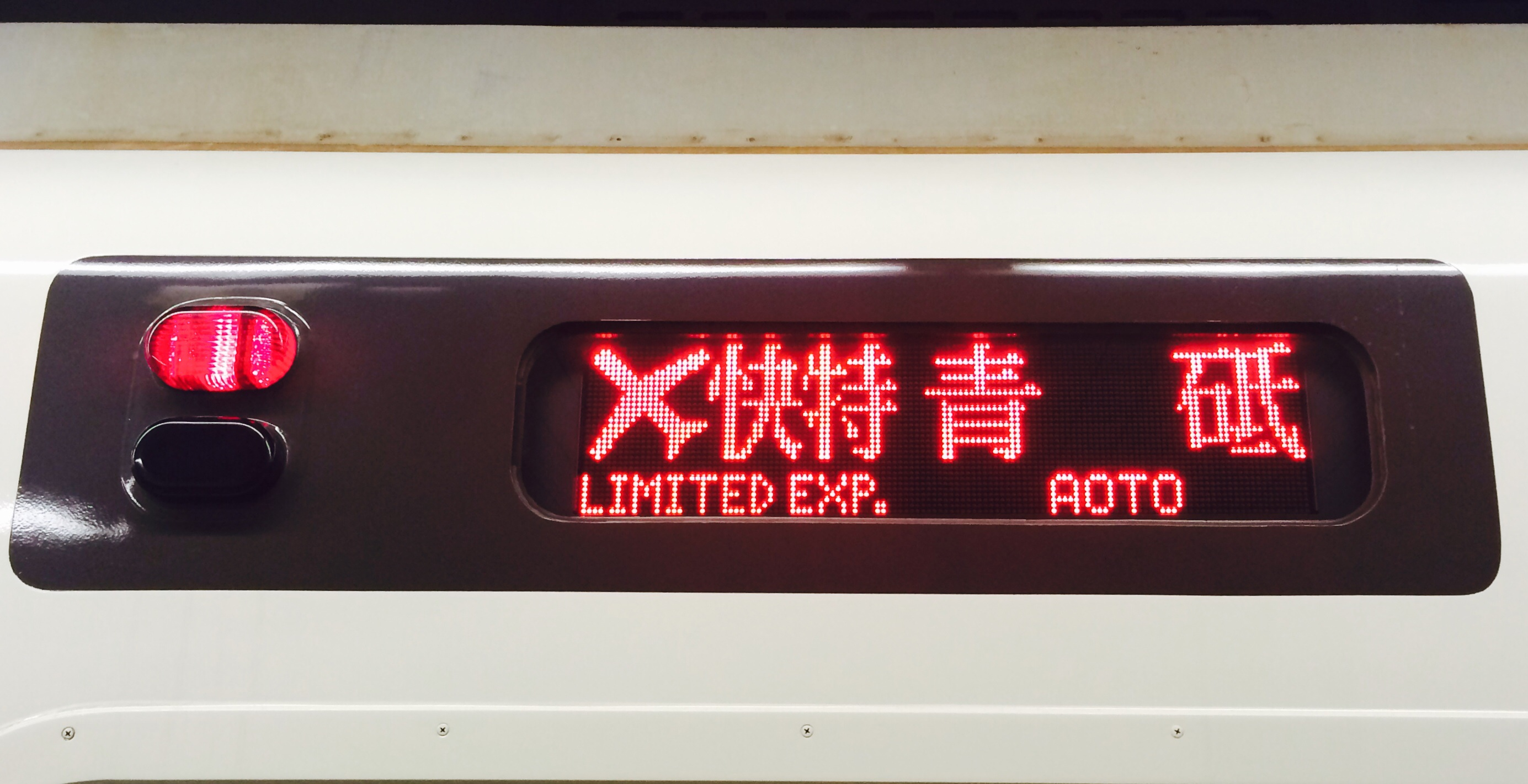
都営地下鉄5300形の側面表示
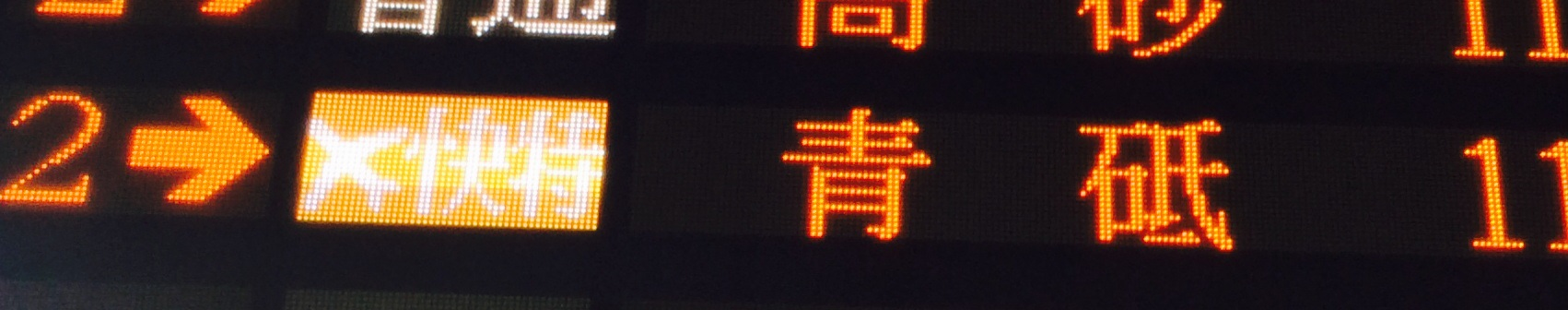
京急品川駅の運行案内板に表示された「エアポート快特」

## 運行形態

### 京急線内

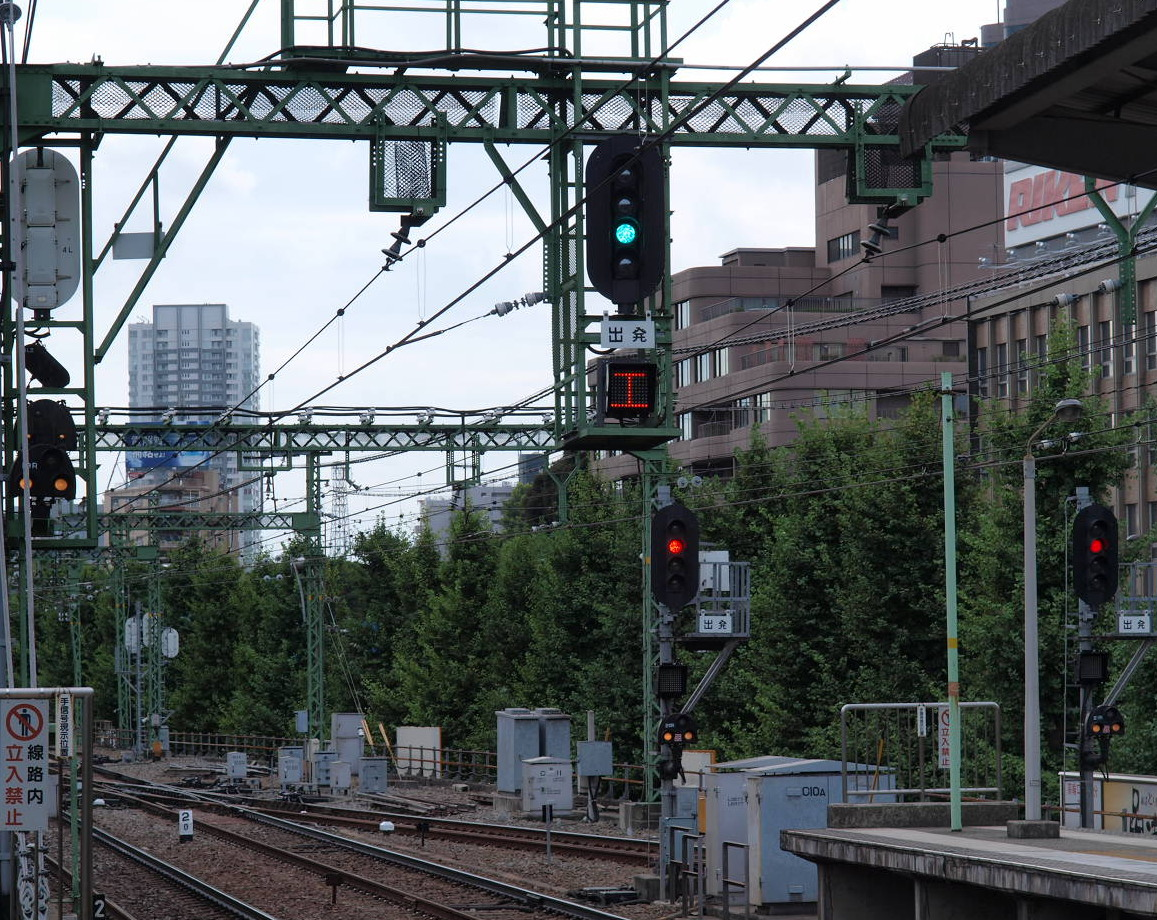
品川駅1番線の出発信号と列車種別表示灯。エアポート快特であることを示す「エ」が表示されている。（2010年8月）

昼間時に泉岳寺駅 - 羽田空港間を40分間隔で運行しており、都営線と相互直通運転する列車は都営線内も「エアポート快特」として運行されている。途中停車駅は品川・羽田空港第3ターミナルのみで、快特停車駅である京急蒲田駅を通過する。これは都営線大門駅（浜松町駅） - 羽田空港間で競合する東京モノレール羽田空港線の「空港快速 (HANEDA EXPRESS)」への対抗のためでもある。駅の発車標では、『快特』と表示され、列車種別表示灯では、「 エ 」と表示されている。
2010年5月15日まで、快特と同一の停車駅で運行されており、主要駅に設置されている列車種別表示灯も他の快特と同じ「 快 」が使用され、羽田空港行きの列車については駅の案内板でもマークが表示されず、他の快特と区別はされていなかった。また、2010年5月16日のダイヤ改正から2012年10月20日までは、都営線内を各駅に停車し京急線内のみ「エアポート快特」となる列車（南行の都営線内での種別表示は「快特」）が設定されており、京急線内では朝から昼間時に20分間隔で運行されていた。
2014年11月8日のダイヤ改正で、京急線内のみ「エアポート快特」として運転し、都営浅草線・京成線内は各駅に停車する運用が土休日に2本のみ復活した。

#### 京急蒲田駅通過騒動「蒲田飛ばし」
役職、施設、組織名等は当時のものである。
2010年4月下旬、京急は本線と空港線の高架化事業上り線部分完成に伴うダイヤ改正を発表、従来、京急蒲田駅に停車していた羽田空港発着「エアポート快特」・「快特」のほぼ全てが、京急蒲田駅を通過する「エアポート快特」へと鞍替えされることとなった。これにより、日中の羽田空港発着の「快特」系列車の京急蒲田停車が消滅、羽田空港へは空港線内各駅停車の列車を利用せざるを得ない状況となり、品川方面への利用可能列車も減少した。
大田区や同駅周辺住民はダイヤ改正の起因となった高架化事業の総工費1650億円のうち、大田区が200億円を負担したことを根拠に「エアポート快特」の同駅通過に反対、大田区では「通過反対対策協議会」が組織され、通過反対の議決や今後の高架化事業の負担金の拠出拒否を示唆するなどした。これに対して東京都知事の石原慎太郎が「（1時間あたりのエアポート快特相当分の）3本は通過しても、（1時間あたりのエアポート快特相当分を除く）他の6本は停車するのだから、別に停車しなくてよい」と発言した。ただし、その後京急は2012年度のダイヤ改正での「蒲田停車」の可能性を決算会見で示唆した。
2012年7月31日、京急蒲田駅の下り線高架化完成に伴う同年10月21日のダイヤ改正にて、昼間時の品川方面 - 羽田空港間運行の「エアポート快特」・「快特」を10分間隔とし、このうち40分に1本のみを「エアポート快特」、その他を「快特」とすることが発表された。この改正により、「エアポート快特」の京急蒲田通過は継続されたものの、大多数の運行となる羽田空港発着「快特」は京急蒲田に停車することとなった。

### 都営線内
昼間時に40分間隔で運行しており、浅草線内で通過駅を有する唯一の列車種別である。都営線内では待避線のある押上駅でのみ緩急接続が行われる。都営線内で「エアポート快特」となる列車は、基本的には京急線内では「エアポート快特」として運行されるが、一部列車（朝および夕方から夜間）は京急線内で「快特」もしくは「急行」として運行される。
運行当初は朝夕の通勤時間帯には設定されていなかったが、2004年以降は平日の押上方面行きについてのみ、夕方以降も運行され、2013年以降は朝のラッシュ時にも都営浅草線内で1本設定されている。
なお、隅田川花火大会開催時は、通常通過する本所吾妻橋駅・蔵前駅・浅草橋駅に臨時停車する。このため、北行のエアポート快特は東日本橋駅でアクセス特急・快速特急（都営線内各駅停車）に種別変更する。

### 京成線内での扱い
京急線・都営線内で「エアポート快特」となる列車が、昼間は「アクセス特急」として成田スカイアクセス線経由で羽田・成田両空港間を直結している。
夜間は、京成本線経由で運転される「エアポート快特」が京成線方面にのみ設定されているが、これらは京成線内は通常の「特急」「通勤特急」「快速」となるため、都営浅草線内のみ「エアポート快特」として運転され、京急線内は主に「急行」となる。また前述の成田スカイアクセス線経由の列車はすべて成田空港駅着発だが、京成本線経由列車は2本のみ成田空港駅着で、他はすべて宗吾参道駅または京成成田駅着となっている。

#### 京成線のエアポート特急
「エアポート快特」（「エアポート快速特急」・「エアポート特急」を含む）は、2002年10月11日まで京成線内を「特急」（現行の快特に相当する）として運行されていたが、これ以外に京成上野駅 - 成田空港駅間や青砥駅で「エアポート快特」に接続する京成上野 - 京成高砂間の特急も「エアポート特急」とされていた。単に「特急」とされたのは都営浅草線西馬込駅 - 成田空港駅間の特急（都営線内は各駅に停車）と京成佐倉駅終着など成田空港発着でない特急（ただし「エアポート快特」直通の青砥駅・京成高砂駅発着をのぞく）のみであった。なお、これらの「エアポート特急」も2013年までの「エアポートアクセス特急」「エアポート快速」と同様、京成線内では原則的に「エアポート」は発音しないものとされ、単に「とっきゅう」と読まれていた。
この特急に限り、京成3500形未更新車や旧3000系列の車両各形式を使用したこともあり、専用の種別板（従来の六角形に「Limited Express」と表記）も用意されていた。

## 使用車両
京急・京成・東京都交通局の車両が使われている。当初より京急600形を除いて座席が長距離乗車を前提としたクロスシートではなく、通例の相互乗り入れ列車に使用されるロングシート車両が充当されている。また、ダイヤ乱れの場合を除き、都営浅草線と京成線内で使用する「停車駅予報装置」を搭載する車両のみが運用に入る。
以下の車両は特記しているものを除き、運行開始当初より使用している車両である。なお、すべて8両編成に組成された編成のみが使用されている。
- 成田スカイアクセス線直通
  - 京急新1000形 - 2010年より。それ以前は代走のみ。
  - 京急600形
  - 京急1500形 - 2019年12月より。それ以前は代走のみ。
  - 京成3100形 - 2019年10月より。
  - 京成3000形7次車（3050形）- 2010年7月17日より。
  - 京成3000形 - 2003年2月より。
  - 京成3700形 - スカイアクセス線直通は代走のみ。
  - 都営5500形 - スカイアクセス線直通は2022年2月より。
- 成田スカイアクセス線非直通
  - 京成3400形
  - 2016年度まで運用されていた京成3500形は4両編成を2本連結した8両編成（2＋4＋2の8両編成もある）、その他の形式は8両固定編成で運行。なお成田スカイアクセス線に直通可能な車両であっても非直通の運用に就くこともある。

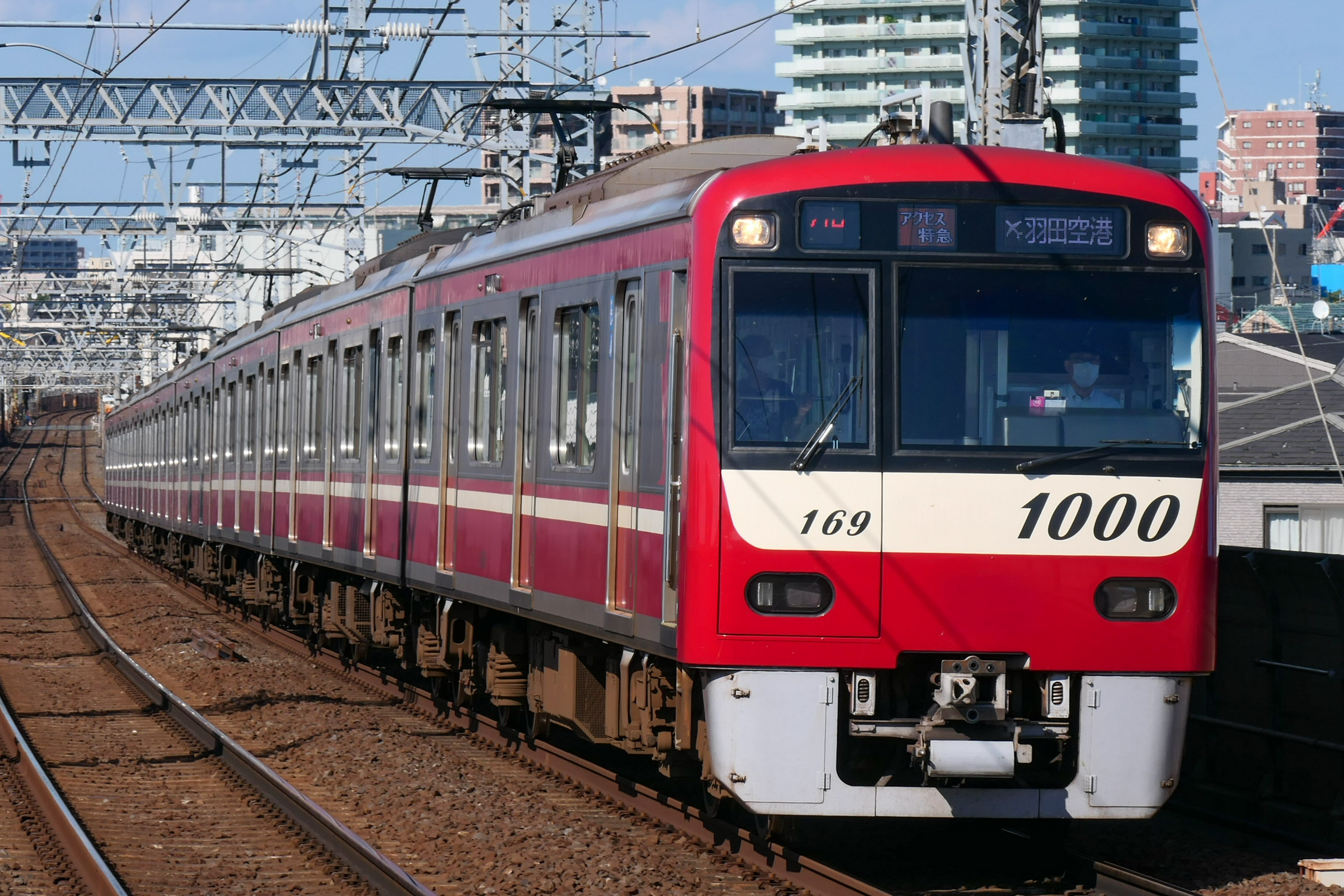
京急1000形
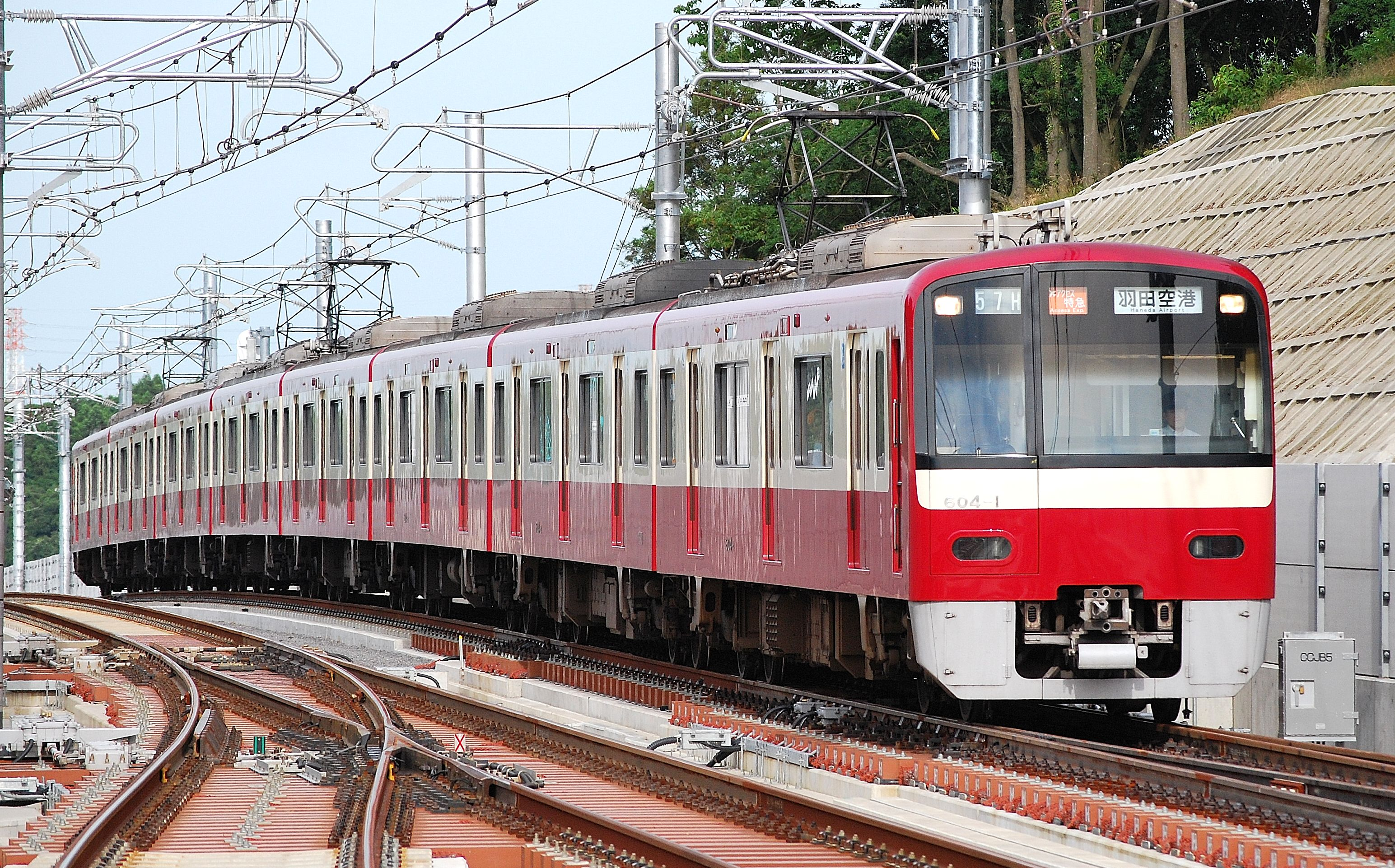
京急600形
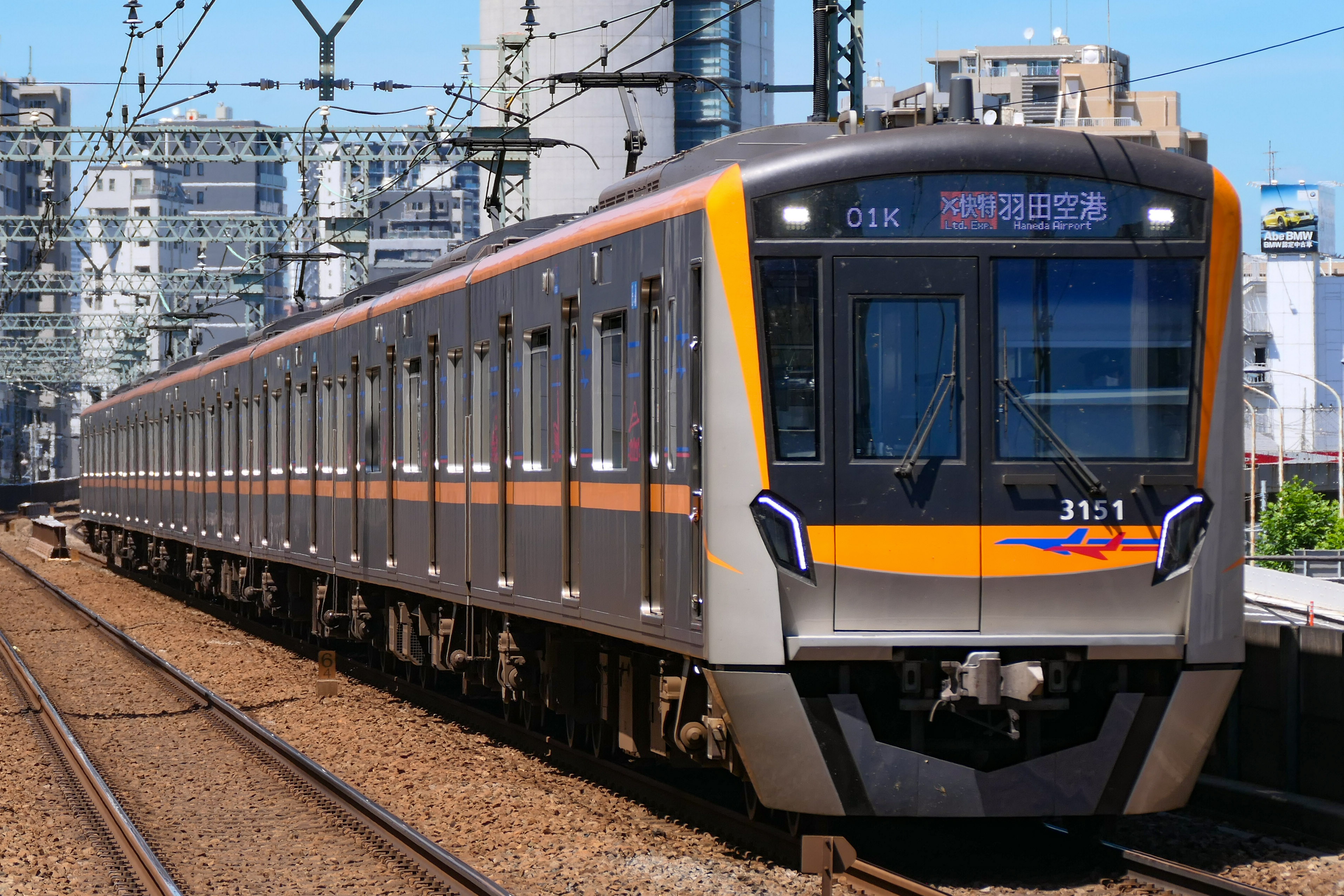
京成3100形
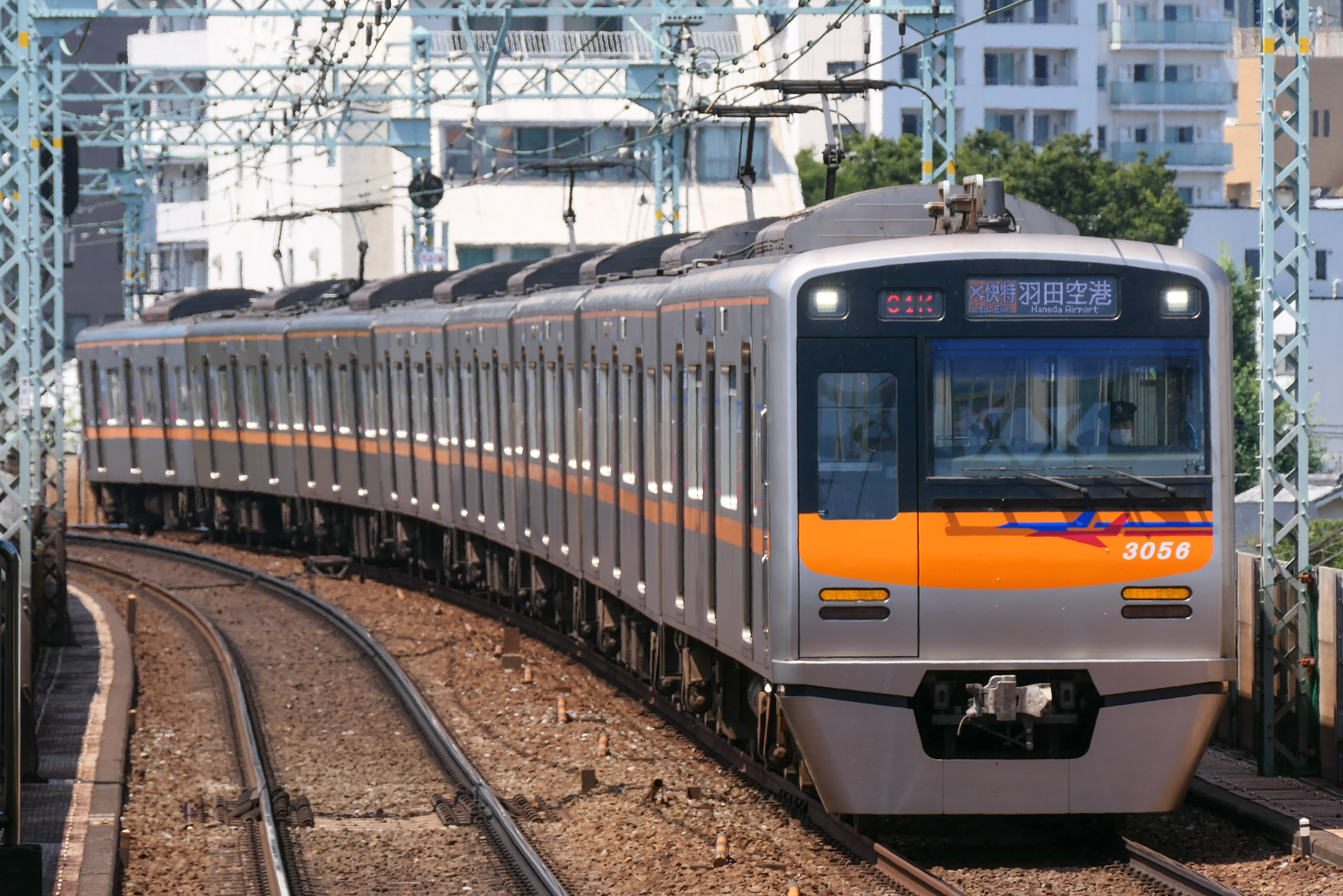
京成3000形7次車（3050形）
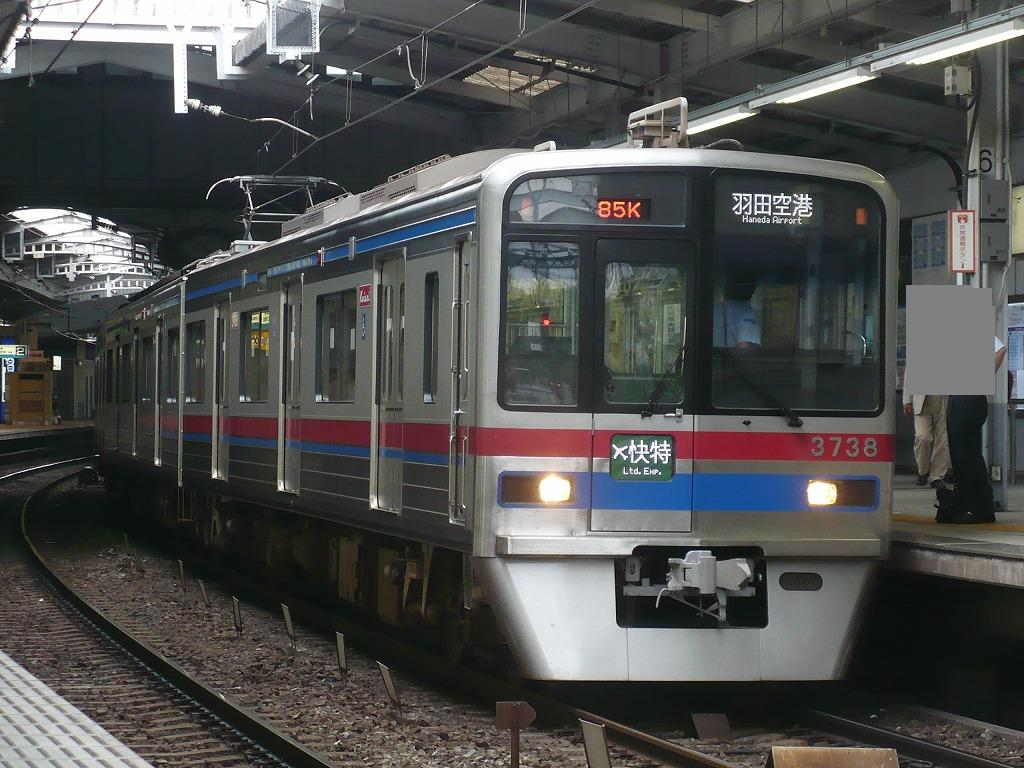
京成3700形
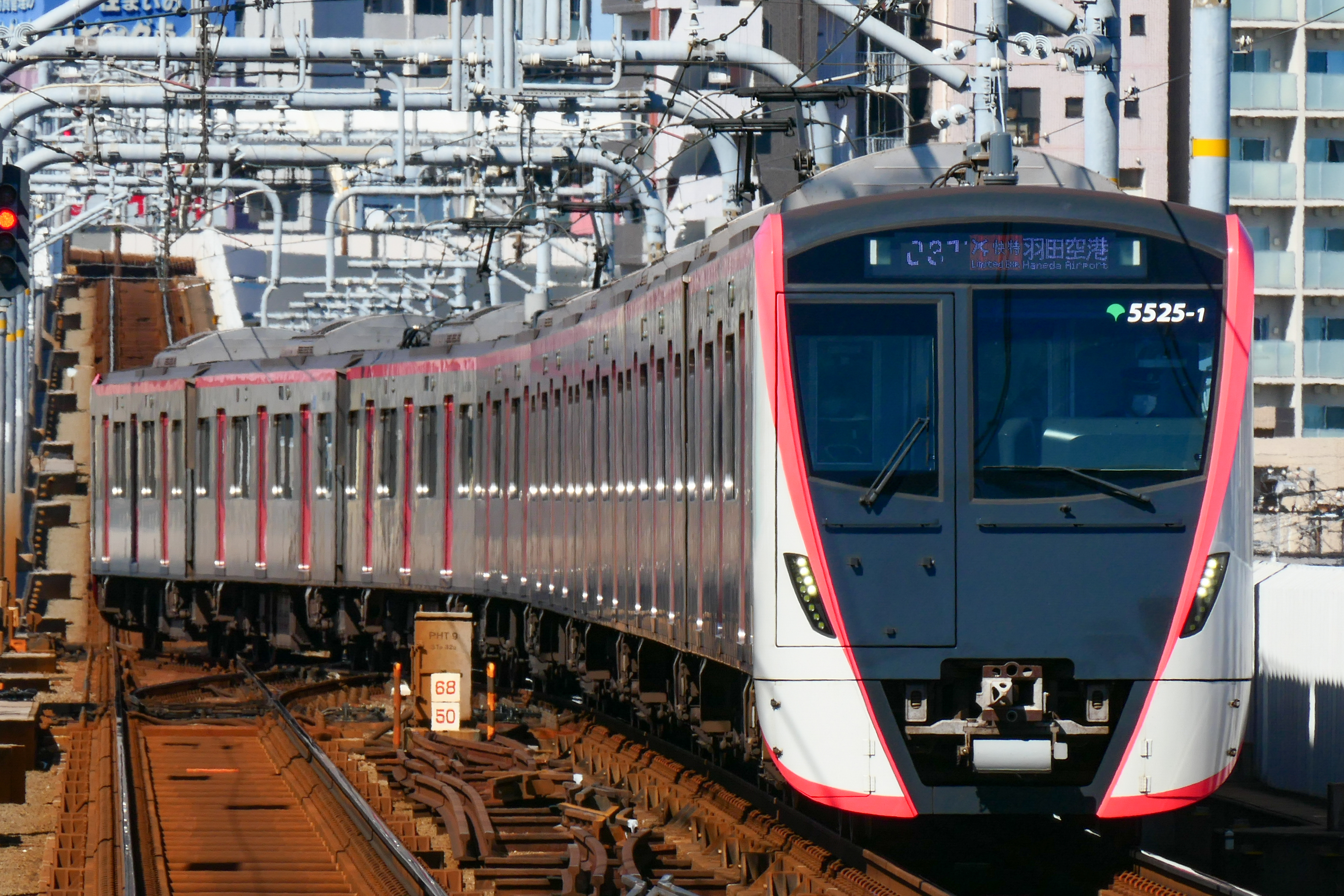
都営5500形

## 停車駅
凡例
- 停車駅

●：停車、｜：通過
直通先の京成線・北総線・芝山鉄道線は最も遠くの駅を表示、停車駅は省略。
- 種別

「京成線内」は「京成」、「都営浅草線内」は「都営」、「京急線内」は「京急」と略記。
「エアポート快特」は「エ快」、「快速特急」は「快特」、「アクセス特急」は「ア特」、「通勤特急」は「通特」と略記。
| 事業者名     | 路線名 | 駅名 | 停車駅 | 停車駅                           | 停車駅                                                   |  |
| 事業者名     | 路線名 | 駅名 | 1 | 2                                | 3                                                        |  |
| ------------ | --- | --- | --- | -------------------------------- | -------------------------------------------------------- |  |
| 事業者名     | 路線名 | 駅名 | 京成：ア特 都営：エ快 京急：エ快 | 京成：快速 都営：エ快 京急：快特 | 京成：快特、ア特、特急、通特、快速 都営：エ快 京急：急行 |  |
| 京成電鉄     | - 成田スカイアクセス線経由、成田空港駅 - 本線（京成船橋方面）経由、成田空港駅 - 芝山鉄道芝山鉄道線経由、芝山千代田駅 - 北総鉄道北総線経由、印旛日本医大駅 以上においては快速運転 | - 成田スカイアクセス線経由、成田空港駅 - 本線（京成船橋方面）経由、成田空港駅 - 芝山鉄道芝山鉄道線経由、芝山千代田駅 - 北総鉄道北総線経由、印旛日本医大駅 以上においては快速運転 | - 成田スカイアクセス線経由、成田空港駅 - 本線（京成船橋方面）経由、成田空港駅 - 芝山鉄道芝山鉄道線経由、芝山千代田駅 - 北総鉄道北総線経由、印旛日本医大駅 以上においては快速運転 | 本線経由、京成成田駅             | 本線経由、成田空港駅                                     |  |
| 京成電鉄     | 押上線 | 押上駅（スカイツリー前） | ● | ●                                | ●                                                        |  |
| 東京都交通局 | 浅草線 | 押上駅（スカイツリー前） | ● | ●                                | ●                                                        |  |
| 東京都交通局 | 浅草線 | 本所吾妻橋駅 | ｜ | ｜                               | ｜                                                       |  |
| 東京都交通局 | 浅草線 | 浅草駅 | ● | ●                                | ●                                                        |  |
| 東京都交通局 | 浅草線 | 蔵前駅 | ｜ | ｜                               | ｜                                                       |  |
| 東京都交通局 | 浅草線 | 浅草橋駅 | ｜ | ｜                               | ｜                                                       |  |
| 東京都交通局 | 浅草線 | 東日本橋駅 | ● | ●                                | ●                                                        |  |
| 東京都交通局 | 浅草線 | 人形町駅 | ｜ | ｜                               | ｜                                                       |  |
| 東京都交通局 | 浅草線 | 日本橋駅 | ● | ●                                | ●                                                        |  |
| 東京都交通局 | 浅草線 | 宝町駅 | ｜ | ｜                               | ｜                                                       |  |
| 東京都交通局 | 浅草線 | 東銀座駅 | ｜ | ｜                               | ｜                                                       |  |
| 東京都交通局 | 浅草線 | 新橋駅 | ● | ●                                | ●                                                        |  |
| 東京都交通局 | 浅草線 | 大門駅 | ● | ●                                | ●                                                        |  |
| 東京都交通局 | 浅草線 | 三田駅 | ● | ●                                | ●                                                        |  |
| 東京都交通局 | 浅草線 | 泉岳寺駅 | ● | ●                                | ●                                                        |  |
| 京浜急行電鉄 | 本線 | 泉岳寺駅 | ● | ●                                | ●                                                        |  |
| 京浜急行電鉄 | 本線 | 品川駅 | ● | ●                                | ●                                                        |  |
| 京浜急行電鉄 | 本線 | 青物横丁駅 | ｜ | ｜                               | ●                                                        |  |
| 京浜急行電鉄 | 本線 | 立会川駅 | ｜ | ｜                               | ●                                                        |  |
| 京浜急行電鉄 | 本線 | 平和島駅 | ｜ | ｜                               | ●                                                        |  |
| 京浜急行電鉄 | 本線 | 京急蒲田駅 | ｜ | ●                                | ●                                                        |  |
| 京浜急行電鉄 | 空港線 | 京急蒲田駅 | ｜ | ●                                | ●                                                        |  |
| 京浜急行電鉄 | 糀谷駅 | ｜ | ｜ | ●                                |                                                          |  |
| 京浜急行電鉄 | 大鳥居駅 | ｜ | ｜ | ●                                |                                                          |  |
| 京浜急行電鉄 | 穴守稲荷駅 | ｜ | ｜ | ●                                |                                                          |  |
| 京浜急行電鉄 | 天空橋駅 | ｜ | ｜ | ●                                |                                                          |  |
| 京浜急行電鉄 | 羽田空港第3ターミナル駅 | ● | ● | ●                                |                                                          |  |
| 京浜急行電鉄 | 羽田空港第1・第2ターミナル駅 | ● | ● | ●                                |                                                          |  |

## 沿革
- 1998年（平成10年）11月18日 - 「エアポート快速特急」「エアポート特急」が羽田空港 - 成田空港間のアクセス列車として運行開始[1]。両者合わせて40分間隔（単独では80分間隔）のダイヤで運行される。運行開始当日には羽田空港・成田空港両駅において一番列車の出発式と到着式を行った。また、都営浅草線新橋駅でも記念イベントを開催した。
- 1999年（平成11年）
  - 1月15日 - 早朝1本ながら泉岳寺発羽田空港行の「エアポート快速特急」が運行開始[6]（2004年改正で都営線内延長（各駅停車）に伴い「快特」に変更）。
  - 7月31日 - 京浜急行電鉄のダイヤ改正に伴う運転系統整理により「エアポート特急」を吸収し、昼間時に40分間隔で運行するダイヤとなる。正式名称が京急では「エアポート快特」となる。
  - 11月18日 - 運転開始1周年並びにワイン「ボジョレー・ヌーヴォー」輸入解禁日が重なったため、成田空港駅より「エアポート快特」の1本を「羽田・成田空港直通特急1周年記念 ボジョレー・リレー号」として運転する。なお、成田空港・新橋・羽田空港の各駅で「ボジョレー・ヌーヴォー」の試飲会を実施した[注釈 10]。使用車両は京成3700形だった。また、京成3700形と都営5300形・京急2100形のクラフトモデルをあしらった記念乗車券も発売された。
- 2000年（平成12年）12月12日 - 都営地下鉄大江戸線の開業に伴い大門駅を停車駅に追加。
- 2002年（平成14年）
  - 6月 - 芝山鉄道開業に伴う都営浅草線内の駅自動案内放送更新を機に都営線内の正式名称も「エアポート快特」となる。
  - 10月12日 - 京成電鉄のダイヤ改正に伴う運転系統整理により、以下のように変更。
    - 京成電鉄線内の扱いを「特急」から「快速」に変更。京成本線内の停車駅が増加。これにより成田空港 - 羽田空港直通特急は廃止。
    - 羽田空港行列車は京成成田駅始発に短縮。ただし一部京成高砂駅始発も存在する。
    - 青砥駅・京成高砂駅発着列車を一部をのぞき京成成田駅発着に延長。
- 2003年（平成15年）7月19日 - 昼間の京成線内快速・都営線内各駅停車の羽田空港駅発着列車も京急線内が快特運転となる。これに伴い泉岳寺駅 - 羽田空港駅間の快特は20分間隔での運行となり、スピードアップ（下り14分・上り16分）が図られる。
- 2004年（平成16年）10月30日 - 都営浅草線および乗り入れ各社のダイヤ改正により、「エアポート快特」が夜間帯に運行されることになり、扱いが以下のように変更される。
  - 平日夜間帯に運行される列車は都営浅草線のみ「エアポート快特」とされ、京急線内は「急行」、京成線内は「特急」「通勤特急」として運行される。
  - 土曜・休日でも増発列車については京成線内は「特急」として運行される。
  - 始発・終着駅に宗吾参道駅（始発のみ）・芝山鉄道線芝山千代田駅（当時は終着のみ、その後両方向で設定）が新たに加わる。
- 2006年（平成18年）12月10日 - 都営浅草線および乗り入れ各社のダイヤ改正により、従前京成成田・成田空港両駅に乗り入れていた昼間の「エアポート快特」の乗り入れ区間が京成佐倉までに短縮される。なお、夕方は従来通り羽田空港駅 - 京成成田駅・成田空港駅間の列車が運行される。
- 2010年（平成22年）
  - 5月16日 - 京急蒲田駅上り線高架化に伴うダイヤ改正を実施。日中の品川駅 - 羽田空港駅間の快特を「エアポート快特」に変更（都営線内は種別を「快特」と表示し、泉岳寺で変更）。京急線内は日中20分間隔での運行となる。京急線内の停車駅は泉岳寺・品川・羽田空港の3駅となる[7]。
  - 7月17日 - 京成成田空港線（成田スカイアクセス）開業に伴うダイヤ改正を実施し、同線を経由して羽田空港 - 成田空港間を直通する列車が設定される。
  - 10月21日 - 京急空港線羽田空港国際線ターミナル駅（現：羽田空港第3ターミナル駅）が開業し、同駅が停車駅となる。
- 2012年（平成24年）10月21日 - 京急蒲田駅下り線高架化に伴うダイヤ改正を実施。京急線内のみ「エアポート快特」となる列車の日中の設定廃止（快特に格下げ）。京急・都営ともに昼間時40分間隔の運行となる。また種別色が緑色から、「アクセス特急」と同色の橙色に変更される。
- 2014年（平成26年）11月8日 - ダイヤ改正により、品川 - 羽田空港国際線ターミナル間の所要時間が1分短縮される。また、羽田空港始発の「快特 青砥（高砂）行」が品川から「エアポート快特」に種別変更することにより都営浅草線内を20分間隔で運転する[8]。また、京成線内も「快速特急」で運転されるようになる。
- 2015年（平成27年）12月5日 - ダイヤ改正により夜の京成本線・芝山鉄道線着の一部の列車において、京急線内をエアポート急行からエアポート快特に変更。